# Catulo 16
Catulo 16 o Carmen 16 es un poema del escritor romano Cayo Valerio Catulo. Compuesto por endecasílabos, destaca por su lenguaje vulgar y sexualmente explícito. Su primer verso, Pēdīcābo ego vōs et irrumābō, repetido también al final, se puede traducir como «Os voy a dar por el culo y me la mamaréis».

## Análisis
En el poema, Catulo se dirige a Aurelio y Furio, quienes también aparecen mencionados en su Carmen 11 como dos amigos suyos. Aurelio, además, habría mantenido una relación con Juvencio, quien también fue amante de Catulo. Se trata de una respuesta a ambos por haberlo tildado de amanerado por sus poemas de amor a Lesbia. En respuesta a este ataque a la virilidad de Catulo, replica con amenazas de violación a sus amigos. A su vez se define como piadoso y casto, pero alude que no necesariamente sus versos también deben serlo.